# 啁啾
啁啾（Chirp）是指頻率隨時間而改變（增加或減少）的信號。其名称来源于這種信號聽起來類似鳥鳴的啾聲。

## 定義

### 瞬時頻率
當有一信號 {\displaystyle x(t)=A\sin(\phi (t))}，其瞬時角頻率為
{\displaystyle \omega (t)={\frac {\mathrm {d} \phi (t)}{\mathrm {d} t}},}
經適當歸一化所得瞬時頻率為
{\displaystyle f(t)={\frac {1}{2\pi }}{\frac {\mathrm {d} \phi (t)}{\mathrm {d} t}}.}

### 啁啾度
對前兩式再求導，得到瞬時角頻率的變化速率為瞬時角啁啾度（英語：instantaneous angular chirpyness）
{\displaystyle \gamma (t)={\frac {\mathrm {d} ^{2}\phi (t)}{\mathrm {d} t^{2}}},}
類似有瞬時（普通）啁啾度（英語：instantaneous ordinary chirpyness）為
{\displaystyle c(t)={\frac {1}{2\pi }}\gamma (t)={\frac {1}{2\pi }}{\frac {\mathrm {d} ^{2}\phi (t)}{\mathrm {d} t^{2}}}.}

## 分類

### 線性

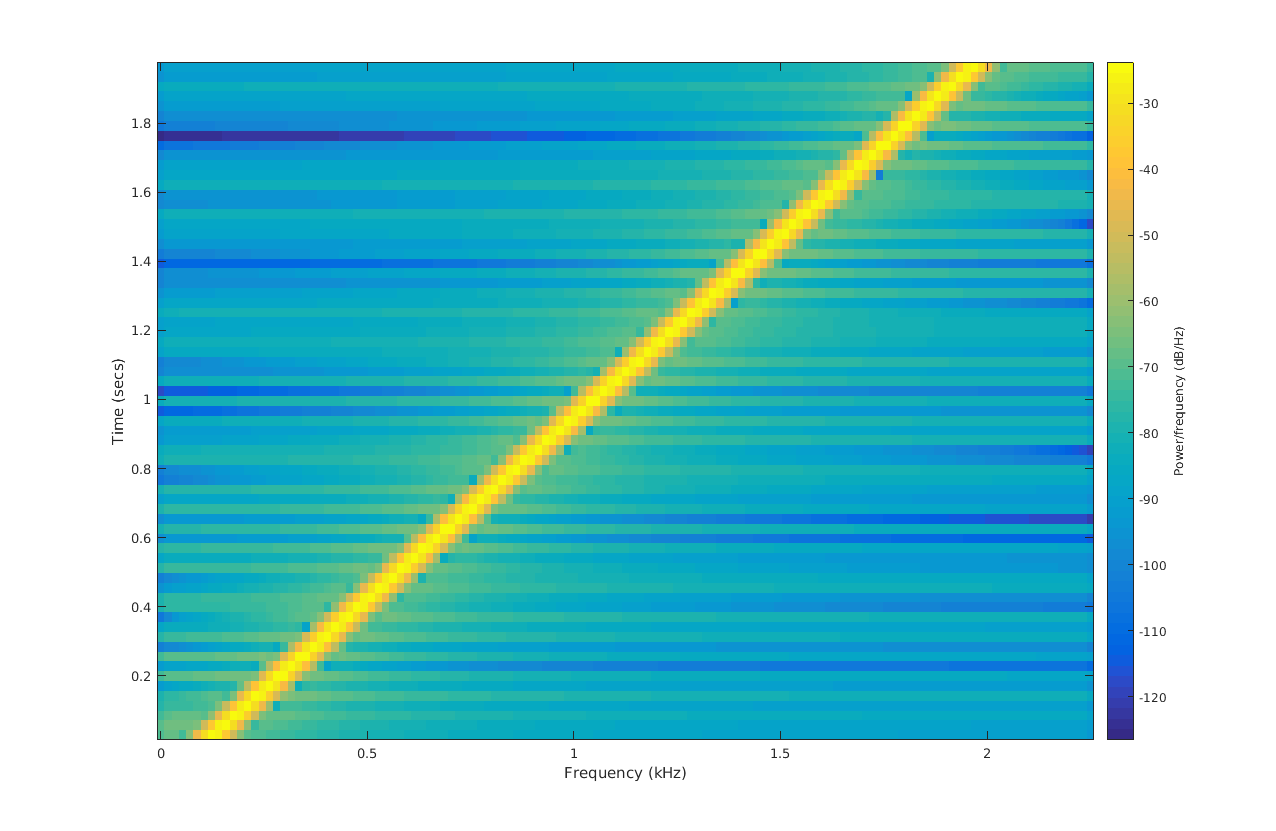
線性啁啾的时频谱，顯示頻率隨時間變化為線性，由0至7 kHz，每2.3秒重覆。圖中，色彩的鮮豔度表示訊號在指定時間和頻率所含的能量。

有種啁啾的瞬時頻率 {\displaystyle f(t)} 呈線性變化，即有 {\displaystyle f(t)=f_{0}+ct}，其中
{\displaystyle c={\frac {f_{1}-f_{0}}{T}}}
為常值。積分計算出，相位為 {\displaystyle t} 的二次函數：
{\displaystyle {\begin{aligned}\phi (t)&=\phi _{0}+2\pi \int _{0}^{t}f(\tau )\,\mathrm {d} \tau \\&=\phi _{0}+2\pi \int _{0}^{t}\left(c\tau +f_{0}\right)\,\mathrm {d} \tau \\&=\phi _{0}+2\pi \left({\frac {c}{2}}t^{2}+f_{0}t\right),\end{aligned}}}
從而信號在時域表示為
{\displaystyle x(t)=A\cos \left(\phi _{0}+2\pi \left({\frac {c}{2}}t^{2}+f_{0}t\right)\right).}
此種訊號又稱二次相位訊號。

#### 傅立葉變換
因為是實數輸入，所以其快速傅立葉轉換會是對稱於中心的

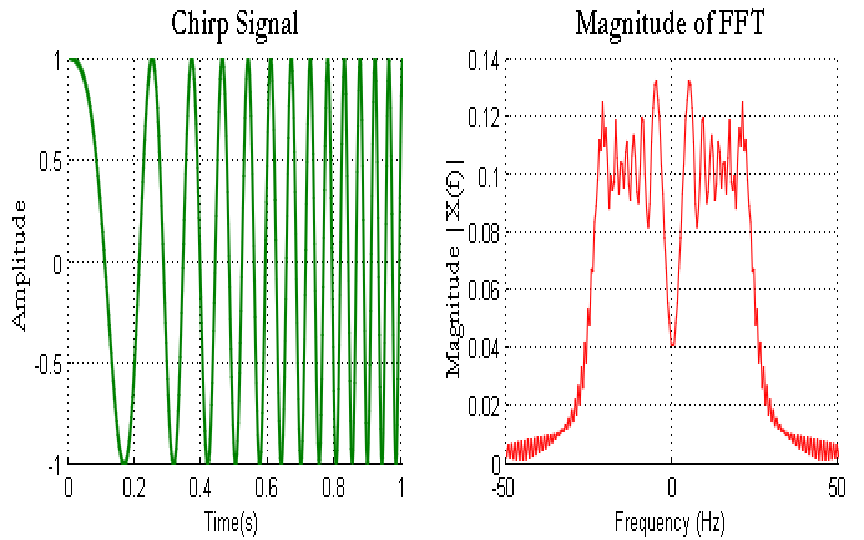
FFT 啁啾

## 範例與應用

### 音頻訊號
在大自然中常常可以遇到啁啾信號，例如鳥叫聲、音樂的滑音、動物發聲的聲音（青蛙、鯨魚）以及人類語音，通常會使用正弦、餘弦的模型去表示之，而這樣的模型去做疊加即可模擬出許多大自然的訊號。

### 雷達與聲納系統
啁啾信號也常用於天然聲納系統的觀察，大多數種類的蝙蝠可以利用啁啾信號，直接控制回聲定位系統，這種情況也類似於人類的雷達與聲納系統，為了能夠測量長距離又保留時間的解析度，雷達需要短時間的派衝波但是又要持續的發射信號，啁啾信號可以同時保留連續信號和脈衝的特性，因此被應用在雷達和聲納探測上。

### 波物理學
低頻率的啁啾信號可用作觀察大氣層中之電離層的訊號。

### 機械與震動學
對於汽車發動、或是氣體點火室的頻率對時間變化量也會用到啁啾信號，除了音樂以外，在記錄震動的儀器中也常常會使用到、觀察到啁啾信號。

### 生物學和醫學
在生物醫學信號裡面，例如腦電圖（EEG）或是與懷孕有關的子宮肌電圖檢查（EMG）也會遇到許多與啁啾信號有關的相關訊號，進而去分析與探討受測體的生理情況。

### 臨界現象
在一些關鍵現象中，啁啾信號已經被證明與許多奇異行為有關，透過加速震盪的啁啾信號可以分析出地震、金融海嘯、投資泡沫等情況的徵兆。